# Ліфорд (Техас)
Ліфорд (англ. Lyford) — місто (англ. city) в США, в окрузі Вілласі штату Техас. Населення — 2249 осіб (2020).

## Географія
Ліфорд розташований за координатами 26°24′53″ пн. ш. 97°47′21″ зх. д. / 26.41472° пн. ш. 97.78917° зх. д. (26.414597, -97.789266).  За даними Бюро перепису населення США в 2010 році місто мало площу 4,64 км², з яких 4,48 км² — суходіл та 0,16 км² — водойми.

## Демографія
Згідно з переписом 2010 року, у місті мешкало 2611 осіб у 745 домогосподарствах у складі 623 родин. Густота населення становила 563 особи/км².  Було 829 помешкань (179/км²).
Расовий склад населення:
| - 83,3 % — білих - 0,8 % — чорних або афроамериканців - 0,3 % — корінних американців - 0,1 % — азіатів - 13,6 % — осіб інших рас |

До двох чи більше рас належало 1,9 %. Частка іспаномовних становила 93,3 % від усіх жителів.
За віковим діапазоном населення розподілялося таким чином: 31,5 % — особи молодші 18 років, 56,4 % — особи у віці 18—64 років, 12,1 % — особи у віці 65 років та старші. Медіана віку мешканця становила 32,3 року. На 100 осіб жіночої статі у місті припадало 94,4 чоловіків;  на 100 жінок у віці від 18 років та старших — 89,2 чоловіків також старших 18 років.
Середній дохід на одне домашнє господарство  становив 38 218 доларів США (медіана — 25 060), а середній дохід на одну сім'ю — 40 900 доларів (медіана — 32 212). За межею бідності перебувало 40,2 % осіб, у тому числі 50,0 % дітей у віці до 18 років та 32,3 % осіб у віці 65 років та старших.
Цивільне працевлаштоване населення становило 788 осіб. Основні галузі зайнятості: освіта, охорона здоров'я та соціальна допомога — 32,4 %, публічна адміністрація — 10,2 %, роздрібна торгівля — 7,7 %, виробництво — 7,5 %.